# Barbara Schwab
Barbara Schwab († 24. September 1505 in Schwabach) war ein frühes Opfer der Hexenverfolgung im Markgraftum Brandenburg-Ansbach.

## Hexenprozess
Anfang September 1505 wurde Barbara Schwab, die Frau des Taglöhners Hans Schwab, in Schwabach verhaftet als angebliche Hexe, die die Pest verursacht habe. Unter der Folter gestand sie alle Vorwürfe, wie Teufelspakt, Teufelsbuhlschaft und Schadenszauberei. Sie wurde deshalb zum Tode verurteilt. Als ihre Urgicht am Hinrichtungstag, dem 24. September 1505, öffentlich verlesen wurde, widerrief sie ihr Geständnis, denn es sei nur den Folterqualen zuzurechnen. Sie wurde trotzdem bei lebendigem Leib verbrannt.
Auf Grund der Besagungen von Barbara Schwab wurden folgende Frauen ebenfalls wegen Hexereiverdachts in Schwabach verhaftet und verhört:
- Elisabeth Schwab, die ledige Tochter der Barbara Schwab. Sie gestand wie ihre Mutter und wurde zum Tode verurteilt. Das Urteil wurde jedoch vom markgräflichen Hof aufgehoben. Die Markgräfin Sophia wünschte den Besuch des Kindes.
- Anna Bayer von Kammerstein. Entlassung auf Urfehde am 9. September 1505
- Anna Wagner, Schwiegermutter des Hans Bauer. Entlassung auf Urfehde am 9. September 1505

## Gedenken
500 Jahre später wurde in Schwabach am 25. November 2005 im Rahmen einer Gedenkstunde in der Ev.-luth. Stadtkirche eine Gedenktafel für Barbara Schwab enthüllt. Ebenfalls 2005 wurde das Schauspiel Die Hexe von Schwabach erstmals aufgeführt. Es stammt von dem Heimatdichter Hans Kipfstuhl, der es 1950 geschrieben hatte.